# عبد الفتاح قديش اليافعي
عبد الفتاح بن صالح بن محمد قديش اليافعي شيخ وداعية إسلامي يمني.

## مؤهلاته العلمية
- ماجستير في أصول الدين - جامعة وادي النيل - السودان.

## الوظائف التي شغلها
- عضو الإفتاء بوزارة الأوقاف القطرية (الشبكة الإسلامية).
- عضو بعثة الحج القطرية للإفتاء والوعظ والإرشاد.
- عضو مجلس الشرف في جامعة الإيمان – صنعاء.
- عضو مجلس الشورى في جمعية الإحسان الخيرية – اليمن.
- أمين عام جمعية الإحسان الخيرية – يافع.
- مدير مركز الفرقان (العلمي الدعوي) - يافع.
- التدريس في مركز الفرقان (العلمي الدعوي) - يافع.
- التدريس في معهد الهدى الثانوي للعلوم الشرعية - يافع.
- التدريس في دار الحديث الخيرية بدماج – صعدة.
- المشاركة في برنامج آفاق إيمانية (فضائية أبو ظبي).
- المشاركة في برنامج الأمة الوسط (قناة الإيمان اليمنية).
- المشاركة في برنامج فتاوى مع أولي العلم (إذاعة صنعاء).
- ضيف دائم في برنامج يسألونك (قناة السعيدة).
- إعداد وتقديم برنامج البنيان المرصوص (إذاعة القرآن الكريم بقطر).
- رئيس مجلس الرقابة والتفتيش بجمعية الإحسان – يافع.
- إقامة الدورات الصيفية العلمية.
- إقامة المحاضرات والندوات والمواعظ.
- عضو المجلس العلمي بموقع منارة الشريعة.
- المشرف العام على مركز الخيرات (العلمي الدعوي الخيري الثقافي) – صنعاء.
- إمام وخطيب مسجد الفرقان – يافع.
- إمام وخطيب مسجد الهيدوس – الدوحة – قطر.
- إمام وخطيب مسجد الخيرات –اليمن - صنعاء.
- المشاركة في كثير من المؤتمرات داخل اليمن وخارجها.

## مؤلفاته
- المنهجية العامة في العقيدة والفقه والسلوك والإعلام بأن الأشعرية والماتريدية من أهل السنة.[2]
- التجسيم والمجسمة وموقف السلف والأئمة منهما
- البدعة الإضافية بين المجيزين والمانعين: دراسة مقارنة
- التبرك بالصالحين بين المجيزين والمانعين: دراسة مقارنة
- التوسل بالصالحين بين المجيزين والمانعين: دراسة مقارنة
- حكم الاحتفال بالمولد النبوي بين المجيزين والمانعين: دراسة مقارنة
- شد الرحل لزيارة القبر الشريف بين المجيزين والمانعين: دراسة مقارنة (مطبوع ضمن مجموع الرسائل (مواهب الكريم الفتاح)
- حكم العمل بالحديث الضعيف عند المحدثين والفقهاء: دراسة تأصيلية
- الفوات والإحصار وأحكامهما: دراسة مقارنة
- تعطير الأنام بذكر من رأى ربه في المنام
- التمذهب وأحكامه دراسة مقارنة (بحث الماجستير – مطبوع)
- صيد القلم (فوائد متفرقة)
- في الطريق إلى الألفة الإسلامية (محاولة تأصيلية ورؤية جديدة)
- القرآن قديم أم محدث؟ في مذهب أهل الحديث والحنابلة
- مقولة: ما عبدتك طمعا في جنتك ولا خوفا من نارك، بين الفهم السليم والفهم السقيم
- مجموع الفتاوي
- مذكرة في مصطلح الحديث
- مسائل في التصوف
- التعايش الإنساني والتسامح الديني في الإسلام
- البدعة المحمودة والبدعة الإضافية
- تصحيح مفاهيم في الولاء والبراء
- الأحاديث الواردة في فضائل اليمن وأهله جمع ودراسة

### أبحاثه ومقالاته
- الأخذ من اللحية دراسة مقارنة
- افتتاح خطبتي العيد بالتكبير: دراسة فقهية
- تأدية النوافل في السفر: دراسة مقارنة
- تعليق حول اعتبار الأشاعرة والماتريدية من أهل السنة
- التفسير الإشاري: دراسة تأصيلية
- التكبير الجماعي والذكر الجماعي: دراسة مقارنة
- تكرار العمرة: دراسة فقهية
- حكم اتخاذ السبحة والذكر بها: دراسة مقارنة
- حكم التجسيم والمجسمة في المذاهب الأربعة: دراسة فقهية مقارنة
- حكم تعدد الحكام والدول الإسلامية: دراسة فقهية
- حكم جهاد الاحتلال في المذاهب الثمانية: دراسة فقهية
- حكم سب الصحابة في المذاهب الأربعة
- حكم قتل المدنيين في المذاهب الأربعة: دراسة فقهية
- حكم القول بخلق القرآن في المذاهب الأربعة
- الحلف بغير الله: دراسة مقارنة
- الذكر بالاسم المفرد: دراسة مقارنة
- رفع اليدين بالدعاء بعد المكتوبة والدعاء الجماعي: دراسة مقارنة
- رمي الجمار قبل الزوال: دراسة مقارنة
- الصلاة في مسجد فيه قبر: دراسة مقارنة
- صوم شهر رجب: دراسة مقارنة
- الضرب بالدف: دراسة مقارنة
- العدل بين الزوجات فيما زاد على النفقة الواجبة: دراسة فقهية
- العلم المرفوع (الخشوع)
- قول صدق الله العظيم بعد التلاوة: دراسة فقيهة
- قيام ليلة النصف من شعبان وليلتي العيد: دراسة مقارنة
- مسح الوجه باليدين بعد الدعاء: دراسة مقارنة
- نسيان القرآن بعد حفظه: دراسة فقهية
- هل العمل شرط في صحة الإيمان في مذهب الحنابلة وأهل الحديث؟
- هل الفطرة دليل؟! دراسة تأصيلية